# Cis hanseni
Cis hanseni là một loài bọ cánh cứng trong họ Ciidae. Loài này được Strand miêu tả khoa học năm 1965.